# Kyrkbron
El Kyrkbron (que en sueco significa «puente de la Iglesia») es un puente de hormigón en la ciudad de Umeå en Suecia.
Es el tercer puente en la ciudad sobre el río Ume. El puente consiste de dos puentes separados, cada con rampas y salidas en el lado norte del río. El propósito del puente era para aliviar el tráfico en el puente cercano (Tegsbron). El puente tiene una longitud de 391 metros y una longitud vano más largo de 47 metros. La construcción comenzó el 16 de junio de 1972 y el puente fue inaugurado el 26 de septiembre de 1975.
|                     |
| Inferior del puente |

|                 |
| Lado del puente |

|                          |
| Ruta alternativa en 1965 |